# ابن مؤید بغدادی
ابن موید بغدادی با نام کامل عمده‌الملک شمس الدین محمد بن موید الحدادی البغدادی معروف به شمس خاله از شاعران ایرانی قرن ششم هجری است.

## زندگی
عمده الملک شمس الدین محمد بن موید الحدادی البغدادی معروف به شمس خاله در سمرقند ساکن و مداح سلاطین آل افراسیاب بود. از میان صدور آن خاندان بیشتر به دستگاه نظام الملک صدر الدین محمد بن محمد وزیر اختصاص داشته‌است. هدایت او را بخارایی دانسته‌است، می‌گویند که او شاگرد سوزنی بود. از ممدوحان او یکی شمس الملک احمد بن ارسلان است که از ۴۹۶ تا ۵۲۲ حکومت می‌کرد و دیگر حسام الدین حسن بن علی و نظام الدین ملکشاه الغ بیغو که هر دو از شاهان آل افراسیاب بوده‌اند.

## در نظر معاصران
ضیا الدین خجندی شاعر معاصر شمس خاله هم او را در ابیاتی مدح گفته و سخنان فصیح و خط زیبای او را ستوده‌است.
از اشعار او عوفی چند بیت معدود نقل کرده و گفته‌است: «اگرچه لطایف اشعار او بسیار است اما چون مدتی که داعی از ماوراءالنهر غربت کرده‌است آنچه بر خاطر بود فراموش شده‌است و آنچه مسودات بود ضایع گشته، برین قدر اقتصار افتاد».